# H. Kent Hewitt

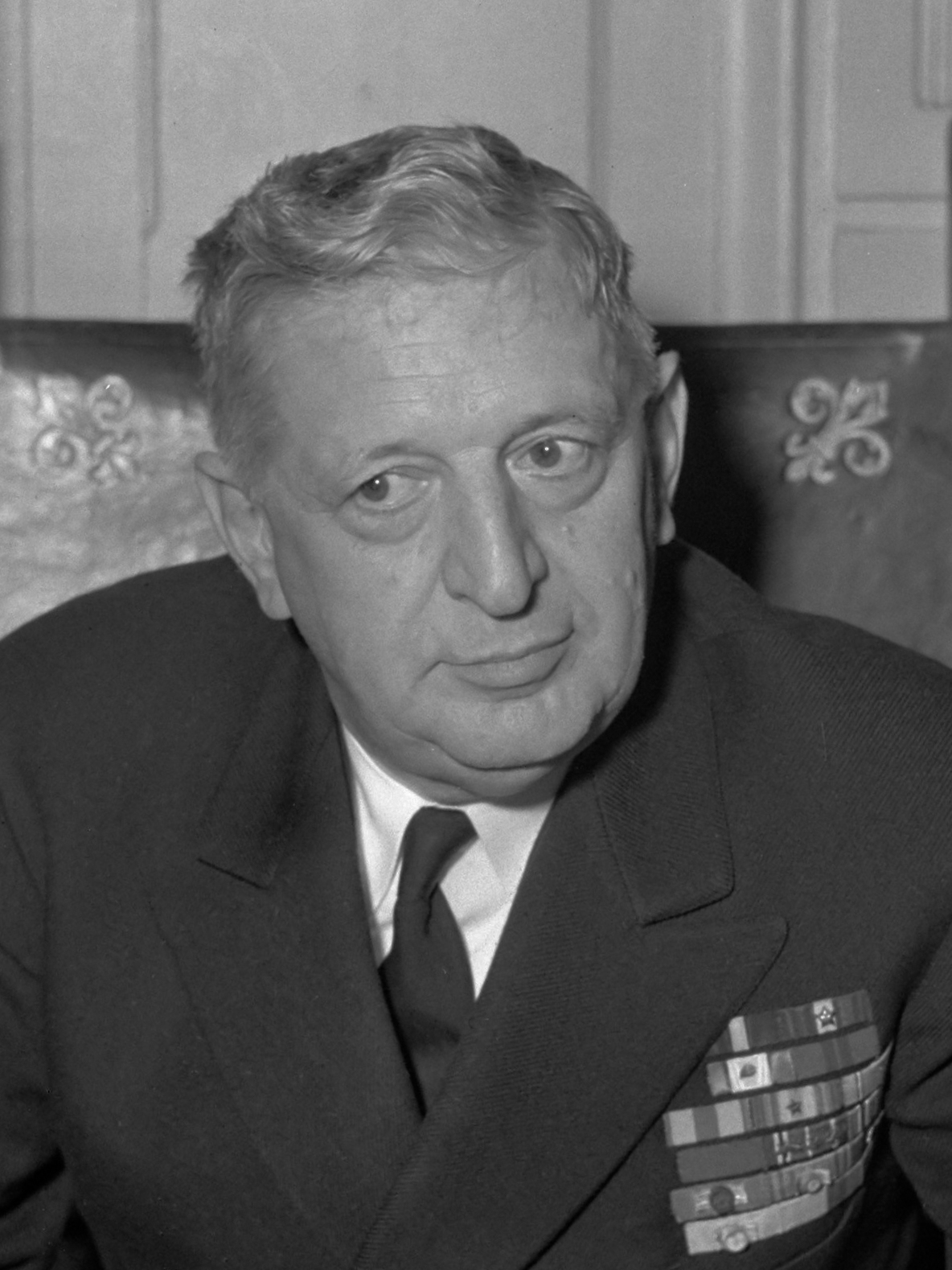
Henry Kent Hewitt, 1945

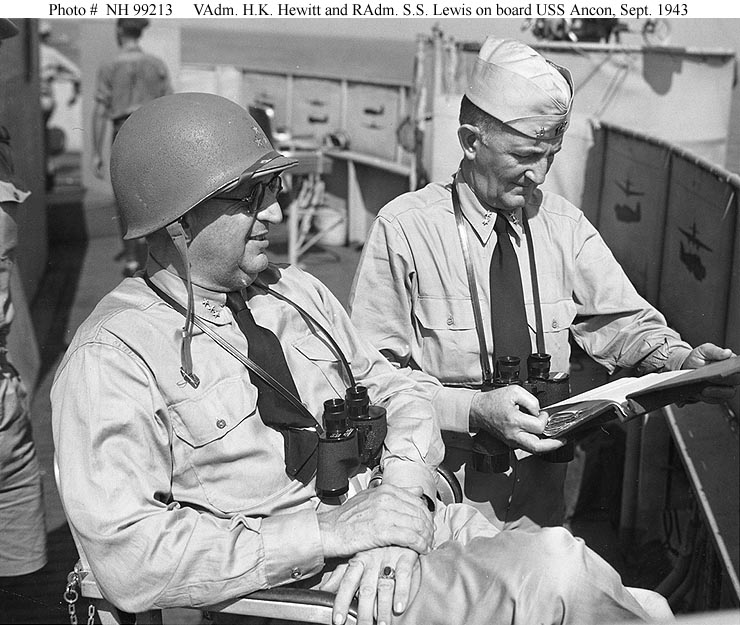
H. Kent Hewitt (li.), mit Rear Admiral S.S. Lewis an Bord der USS Ancon, September 1943

Henry Kent Hewitt (* 11. Februar 1887 in Hackensack, New Jersey; † 15. September 1972 in Middlebury, Addison County, Vermont) war ein Admiral der US Navy.
H. Kent Hewitt gehörte zu den bedeutendsten amerikanischen Militärs des Zweiten Weltkriegs, ist aber – im Unterschied zu den Admiralen des Pazifischen Kriegsschauplatzes, wie Chester Nimitz, William F. Halsey oder sein Jahrgangskamerad Raymond Spruance – heute in der Öffentlichkeit weitgehend unbekannt.
Hewitt plante und leitete mit seinem integrierten Stab den amerikanischen Anteil der amphibischen Landungen in Marokko (→ Operation Torch), Sizilien (→ Operation Husky, Juli 1943), Salerno (→ Operation Avalanche, September 1943) und Südfrankreich (→ Operation Dragoon, August 1944). Operationen dieses Ausmaßes, bei denen Hunderte von Schiffen zigtausend Soldaten samt Ausrüstung und Fahrzeugen, teilweise über mehrere tausend Seemeilen (Operation Torch), pünktlich und reibungslos an die Strände Nordafrikas und Europas transportierten und anlandeten, waren niemals zuvor durchgeführt worden. "Hewitt [...] vollbrachte Wunder bei der Aufstellung seiner Organisation. Er schrieb Geschichte..." (Admiral Louis Mountbatten, RN, in einem Interview, zitiert nach Clagett, 1975).
Seine Entscheidung, am 8. November 1942 die amerikanischen Truppen unter Major General George S. Patton trotz widrigen Wetters an den Stränden Marokkos abzusetzen, statt die Operation Torch zu verschieben oder abzubrechen, war eine der verantwortungsvollsten und wichtigsten Entscheidungen des gesamten Krieges und führte mit der Eroberung Französisch Nordafrikas einen seiner Wendepunkte herbei. „Das war eine der ganz großen Taten, eine der ganz großen Entscheidungen, die Hewitt traf. Eine der wichtigen Entscheidungen des Krieges.“ (Admiral Mountbatten ebenda)

## Leben

### Jugend und Ausbildung

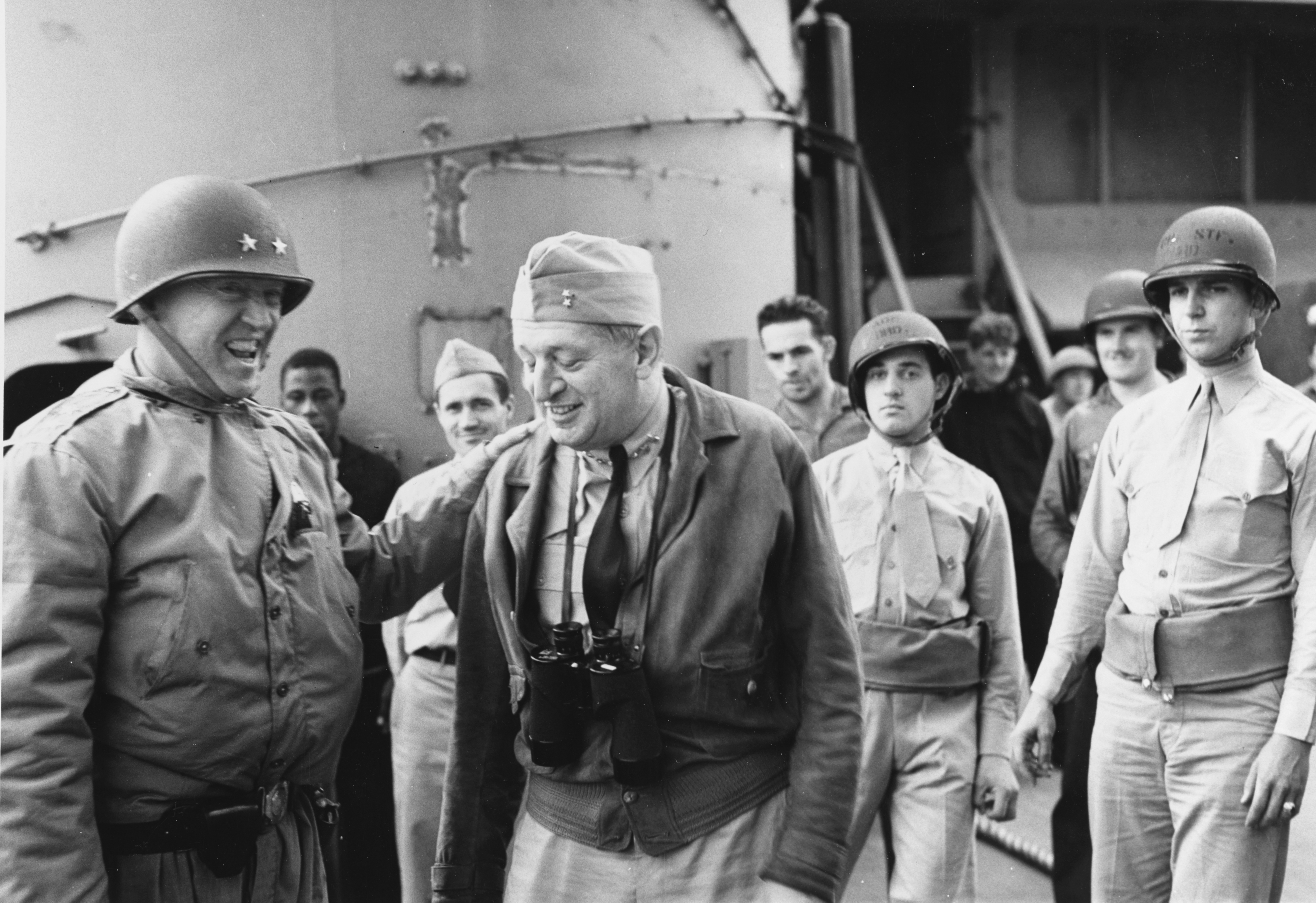
George S. Patton (links) und H. Kent Hewitt (2. v. li.) an Bord der Augusta in Nordafrika, 1942

Kent Hewitt wurde als Sohn von Robert Anderson Hewitt und seiner Frau Mary Kent 1887 in Hackensack, New Jersey, geboren. Er wuchs in einem behüteten Elternhaus auf, besuchte die örtlichen Schulen und sang im Kirchenchor der protestantischen Episkopalkirche. Er blieb sein ganzes Leben lang praktizierender Christ.
Im Mai 1903 las er in einer Zeitung die Ankündigung einer Aufnahmeprüfung für die US Naval Academy in Annapolis, Maryland, die von dem Kongressabgeordneten William Hughes abgehalten wurde. Er bewarb sich mit Einverständnis seines Vaters, bestand – obwohl noch High School Junior – die Prüfung, für die er von der Schule freigestellt worden war, und wurde angenommen. Eigentlich dem Abschlussjahrgang 1907 zugehörig, graduierte er mit dem leistungsstärksten Drittel seines Jahrgangs schon am 12. September 1906, da der Mangel an jungen Schiffsoffizieren die Marine zu einer Verkürzung des Studienganges zwang.

### Militärische Laufbahn
Nach seiner Schulzeit verbrachte er zwölf Jahre an Bord der USS Missouri und nahm an der Weltumschiffung der so genannten Great White Fleet von 1907 bis 1909 rund um den Globus teil, in denen er viel Erfahrung als Seemann, Navigator und Kommandant sammelte. Von 1913 bis 1916 lehrte er an der US Naval Academy Mathematik.

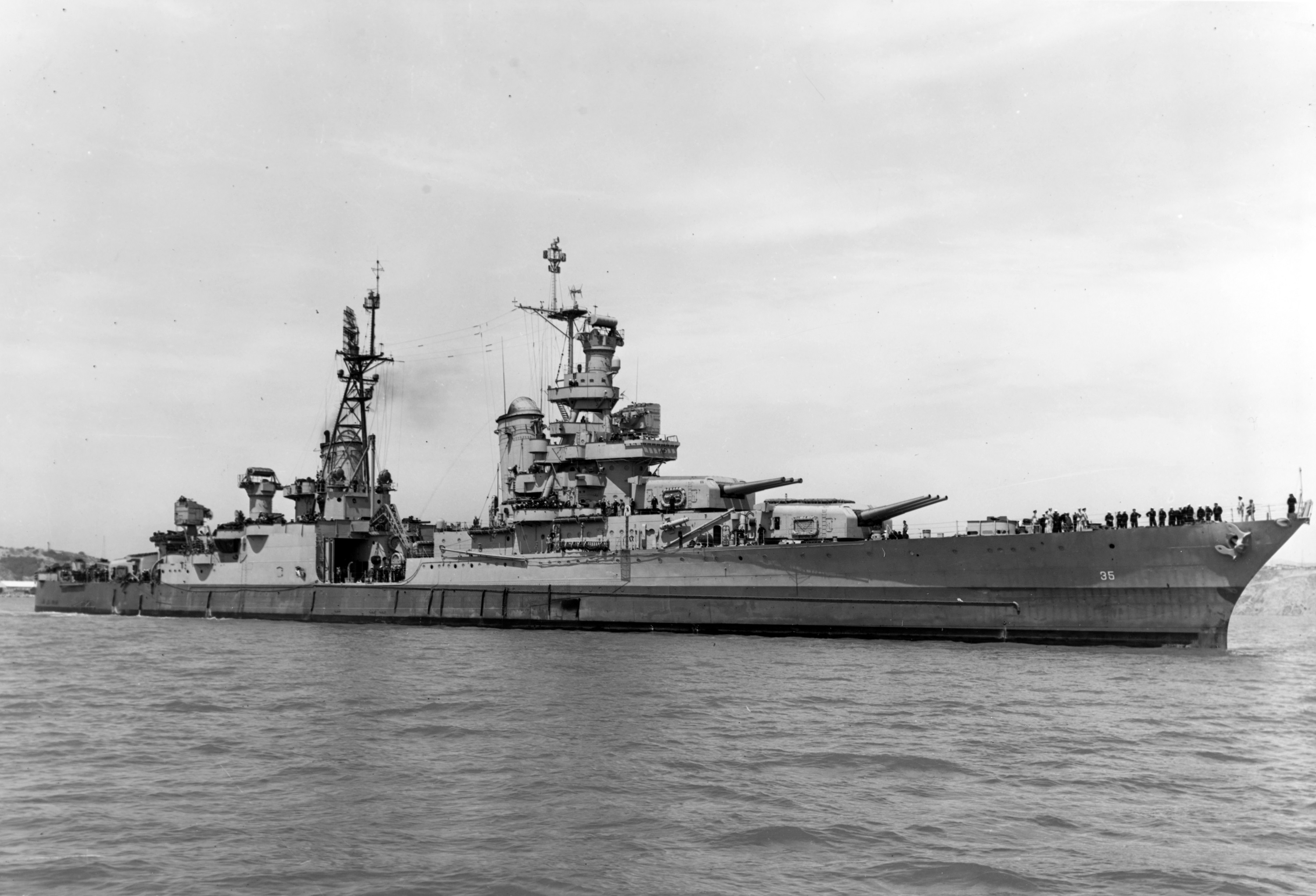
Die USS Indianapolis, Hewitts Schiff von Februar 1936 bis Mai 1937

1918, im letzten Jahr des Ersten Weltkrieges, kommandierte Hewitt den Zerstörer Cummings, wofür er das Navy Cross erhielt. Er kehrte von 1933 bis 1936, nachdem er eine Zerstörerdivision kommandiert hatte, zweimal zur Marineakademie zurück, um dort die Mathematikabteilung zu leiten. Als Skipper der Indianapolis begleitete er 1936 den neu gewählten US-amerikanischen Präsidenten Franklin Delano Roosevelt zu einer Konferenz nach Buenos Aires. Im Jahr 1939 wurde Hewitt zum Rear Admiral befördert und kommandierte ab Oktober 1940 die 8. Kreuzerdivision. Im April 1942 wurde ihm das Kommando über die amphibischen Einheiten der Atlantikflotte übertragen. Als die Streitkräfte des United States Marine Corps in den Pazifik entsandt wurden, bekam er die Aufgabe, die Rekruten im Umgang mit den Amphibienfahrzeugen zu trainieren.
Hewitt plante zusammen mit George S. Patton die Landung in Französisch-Nordafrika (Operation Torch), die am 8. November 1942 stattfinden sollte, und übernahm später das Training und das Kommando über die Marineeinheiten, die dabei eingesetzt wurden. Während der Landung führte er vor Casablanca Seegefechte gegen französische Flotteneinheiten. Am 20. November 1942 wurde er zum Vizeadmiral befördert und verbrachte den Rest des Krieges als Oberbefehlshaber der Naval Forces, Northwest Africa Waters, im März 1943 umbenannt in 8. US-Flotte, im Mittelmeer. Hewitt hatte das Kommando über die amerikanischen Seestreitkräfte bei der Operation Husky und der Operation Avalanche im Jahr 1943 und über die alliierte Flotte bei der Operation Dragoon im Jahr 1944. Von Sizilien aus kommandierte er bis zu 1.000 Schiffe und unterstützte einige der größten amphibischen Operationen der Zeit. Im April 1945 wurde er zum Admiral befördert.
Im August 1945 übernahm er für ein Jahr den Oberbefehl über die United States Naval Forces Europe. Ab März 1947 fungierte er als Repräsentant der US-Navy beim Military Staff Committee der Vereinten Nationen.

### Ruhestand
1949 schied Hewitt aus dem aktiven Dienst der US Navy aus. Er verbrachte seinen Ruhestand in seinem Wohnsitz Foretop in Orwell, Vermont. Dort verfasste er einige Beiträge für die Zeitschrift Proceedings der US Naval Academy und erhielt 1949 einen akademischen Ehrengrad des Middlebury College. Hewitt starb am 15. September 1972 in Middlebury und wurde auf dem Friedhof der Marineakademie in Annapolis, Maryland, beigesetzt.

## Familie
Hewitt heiratete am 22. August 1913 in San Francisco Floride Hunt, die er während der Weltumsegelung mit der Great White Fleet bei einem Ball in Monterey, Kalifornien, kennengelernt hatte. Das Ehepaar hatte zwei Töchter, Floride Hunt Hewitt (* 27. August 1915) und Mary Kent Hewitt (* 5. Juli 1923). Beide heirateten Marineoffiziere.

## Postume Ehrungen
Die Hewitt, ein Zerstörer der Spruance-Klasse, der 1974 in Dienst gestellt wurde, wurde ihm zu Ehren benannt und von seinen beiden Töchtern getauft. Am United States Naval War College ist seit 1976 ein Gebäude, die Hewitt Hall, nach ihm benannt.

## Veröffentlichungen
Hewitt veröffentlichte nach seiner Zurruhesetzung mehrere Artikel in den United States Naval Institute Proceedings (USNIP), die vor allem Berichte von den Landungen in Nordafrika, Italien und Frankreich zum Inhalt haben, außerdem auch einige Kommentare und Buchbesprechungen.
- Admiral of the Fleet Andrew Browne Cunningham, 1. Viscount Cunningham of Hyndhope KT, GCB, OM, DSO – USNIP, Bd. 78, Mai 1952, S. 553–555
- The Landings in Morocco, November 1942, USNIP, Vol. 78(11), pp. 1243–1253
- Naval Aspects of the Sicilian Campaign, U.S. Naval Operations in the Northwestern-African Mediterranean Theater - March - August 1943, USNIP, Vol. 79(7), pp. 705–723
- Planning Operation Anvil-Dragoon. – USNIP 617, Juli 1954, pp. 731–745
- Executing Operation Anvil-Dragoon. – USNIP 618, August 1954, pp. 897–911
- Naval Aspects of the Sicilian Campaign. – USNIP 626, April 1955, pp. 454–455

### Biographisches
- Evelyn M. Cherpak: The memoirs of Admiral H. Kent Hewitt. - Newport, RI : Naval War College Press, 2004 – Schriftenreihe: Naval War College historical monograph series ; no. 15 – ISBN 1-884733-20-4
- Papers of H. Kent Hewitt, Operational Archives Branch, Naval Historical Center, Washington, D.C.[1]
- Donald B. Disney:  Henry Kent Hewitt. In: Dictionary of American Biography, Supplement 9: 1971–1975. – Charles Scribner's Sons, 1995
- John H. Clagett: Admiral H. Kent Hewitt, U.S. Navy – Part I: Preparing for High Command – U.S. Naval War College Review 27, Sommer 1975, pp. 72–86
- John H. Clagett: Admiral H. Kent Hewitt, U.S. Navy – Part II: High Command – U.S. Naval War College Review 28, Herbst 1975, pp. 60–86
- John H. Clagett: Skipper of the Eagle: Rehearsal for Greatness. – United States Naval Institute, Proceedings, 878, April 1976, pp 58–65
- National Cyclopedia of American Biography, Band 57. – Clifton, NJ.: James T. White Co., 1977, pp. 165–166
- Clark G. Reynolds: Famous American Admirals. – New York, NY: Van Nostrand Reinhold Co., 1978, pp. 119–150 – ISBN 0-442-26068-7 (Neuauflage: Annapolis, MD: Naval Institute Press, 2002 – ISBN 1-55750-006-1)
- Roger J. Spiller (Hrsg.): Dictionary of American Military Biography, Band 2, H bis P – Westport, Ct.: Greenwood Press, 1984, pp. 466–469
- Stephen Howarth (Hrsg.): Men of War: Great Naval Leaders of World War II. – New York, NY: St. Martin's Press, 1993, pp. 313–330 – 0312088442

### Oral History
- NWC Oral History 17: Admiral H. Kent Hewitt. Columbia University Oral History Research Office, New York, NY., 1961. Interviewer: John T. Mason. Microfiche

### Nachruf
- New York Times, 16. September 1972

### Allgemeines über die alliierten Marineoperationen im Mittelmeer
- Samuel Eliot Morison: History of United States Naval Operations in World War II, Bände 2, 9 und 11
- Barbara Brooks Tomblin: With Utmost Spirit: Allied Naval Operations in the Mediterranean, 1942-1945. – Lexington, KY: University Press of Kentucky, 2004 – ISBN 0-8131-2338-0